# غير معرضة لمخاطر عالية
يُعد الحيوان ذو حالة حفظ غير معرضة لمخاطر عالية (بالإنجليزية: lower risk)‏ حيوانًا ذو مستويات عالية من الأفراد مما يكفي لضمان بقائه. الحيوانات التي تتمتع بهذه الحالة لا تعتبر مُهددة أو منقرضة، ومع ذلك، فإن الكوارث الطبيعية أو بعض الأنشطة البشرية قد تتسبب في تغييرها إلى أي من هذه التصنيفات.
ينقسم هذا التصنيف إلى ثلاثة أنواع:
- نوع معتمد على الحفظ - حيث يمكن أن يؤدي إيقاف تدابير الحفظ الحالية إلى تصنيفها على مستوى مخاطر أعلى.
- نوع قريب من الخطر - قريب من أن يصبح مهدد بخطر انقراض أدنى ولكن لا يستوفي المعايير.
- نوع غير مهدد - حيث لا ينطبق أي من الاثنين أعلاه.